# Carlos Vives
Carlos Alberto Vives Restrepo (Santa Marta, 7 de agosto de 1961), conocido como Carlos Vives, es un cantautor, productor discográfico y actor colombiano, uno de los pioneros de la internacionalización del vallenato.
Con 2 premios Grammy en su poder, fue el primer colombiano galardonado con un Premio Grammy de la Academia Americana de la Grabación, también cuenta con 18 premios Grammy Latinos. Recibió el Premio Salón de la Fama de Billboard e ingresó al Salón de la Fama de los compositores latinos, además de recibir el Premio Ícono en la Musa Awards. En España ganó el premio Ondas y en dos oportunidades el Premio Amigo, entregado por el Principado de Asturias. En 2024, fue reconocido como Persona del Año por los premios Grammy Latinos. 

## Biografía

### Años 1980
Se traslada a Bogotá y estudia Publicidad y se especializa en producción de televisión en la Universidad Jorge Tadeo Lozano.
En 1982 interpretó el papel de Julián en la telenovela Tiempo sin huella, se trata de un romántico soñador adolescente que busca abrirse paso como artista, el guion y libreto fueron realizados por Pablo Rueda Arciniegas, dirigida por el actor y director Jairo Soto. Con este rol se dio a conocer a nivel nacional. Durante ese mismo año actuó en la miniserie de David Copperfield en la que hizo el papel de protagonista. Compartió pantalla junto a Sofía Morales, Rebeca López, Tuty Amaya y también dirigida por el actor y director Jairo Soto. Además realizó e hizo comerciales televisivos.
Al año siguiente tuvo la oportunidad de estar en una serie de televisión para niños que se llamó Pequeños gigantes, gracias a la invitación de la directora Tony Navia. Su papel fue de Guineo, una especie de Tarzán cómico y caricaturesco siempre rodeado de una gran cantidad de niños. Participaba en aventuras selváticas, con misioneros y expedicionarios ambiciosos. Hizo de todo en ese programa desde cantar, bailar, actuar, crear argumentos e historias e incluso aprende técnicas de la pantalla chica. Compartió momentos con Manuel Busquets, Luis Fernando Ardila, Fernando Garavito, "El Chato" Latorre Junior, Mile y un grupo de actores adolescentes encabezados por las hijas de Cristopher y Felipe Santos. También actuó con Juan Sebastián Aragón, Carolina Sabino, Julieta García, Carolina Cuervo, Fredy López, Roberto Cano, Gonzalo Escobar, Alejandro Martínez, Tulio Zuloaga y Ana María Orozco.
Posteriormente, en 1984, actuó en la telenovela El Faraón, donde interpretó a Capitolino Rojas. Actuó junto a Nelly Moreno, Lucero Gómez y Clemencia de Santos, bajo la dirección de Jaime Santos. El antagonista de la historia era Jorge Emilio Salazar. Su siguiente proyecto fue la telenovela de 1985 Tuyo es mi corazón, interpretando a Carlos Sánchez. Compartió el protagonismo con Amparo Grisales, junto a Jimmie Bernal, Guillermo Gálvez y Maltilde Suescún.
En 1986 tuvo su tercer papel protagónico, como Javier Ramírez en la telenovela Gallito Ramírez. El personaje es un muchacho pueblerino y soñador, que emplea sus días dándole curso a su sueño de ser boxeador. Compartió el rol protagónico con la colombiana Margarita Rosa de Francisco, que iba a ser su esposa en 1988. Con este papel Vives se dio a conocer a nivel internacional, especialmente en Puerto Rico y en los Estados Unidos. Ese año además grabó su primer álbum musical, titulado Por fuera y por dentro y producido por el cubano Ricardo Acosta.

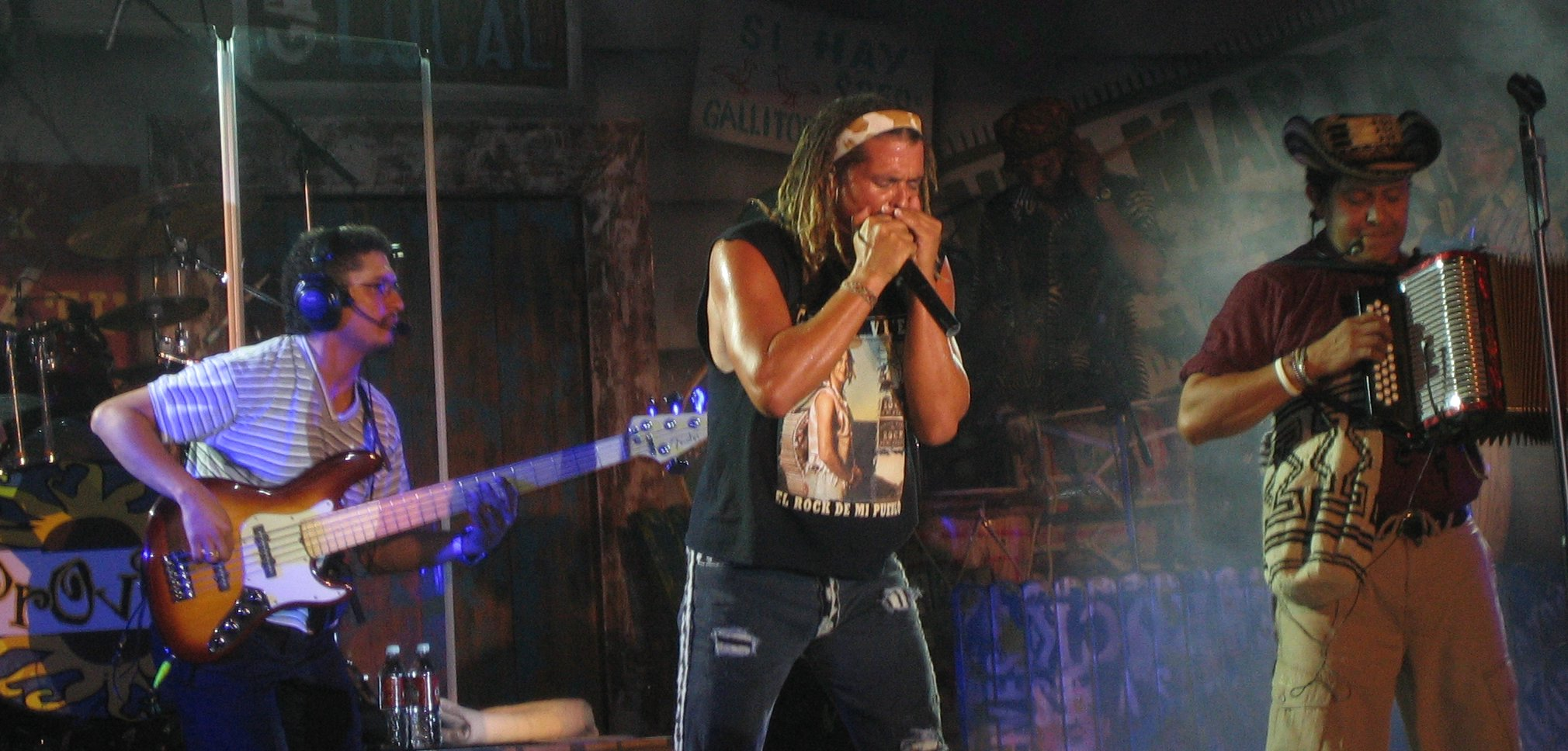
Concierto de Carlos Vives y el acordeonero Egidio Cuadrado.

Al año siguiente actuó en la telenovela puertorriqueña Tormento, con el papel de César Augusto Caballero, junto a Chayanne y bajo la dirección del venezolano Román Chalbaud. También realizó en ese mismo año un álbum llamado No podrás escapar de mí, producido junto con el cubano Jorge Luis Piloto y esto le permitió tener reconocimientos como ser nominado a los Premios Lo Nuestro en 1987 como Artista Revelación, también ganó el "Premio Stereo Tempo" en Puerto Rico en 1988 y el "Premios Too Much" Miami, Florida (EE. UU.) en 1988, este último premio es uno de los premios más importantes en el mundo de la música. En 1988 hizo el papel de Arnaldo Vásquez en la telenovela La otra, junto a Claribel Medina y Giselle Blondet, dirigidos por Martin Lutrec. Su canción "No podrás escapar de mí", perteneciente a su segundo álbum, fue el tema musical de la telenovela. Por ese mismo año se presentó en el programa de Julio Enrique Sánchez Vanegas y Julio Sánchez Cristo llamado Espectaculares JES, para esta presentación cantó canciones como No podrás escapar de mí, Yo no quiero volverme tan loco, Quédate aquí y Tú y yo.
En 1989 actuó en la miniserie La conciencia de Lucía que trata la historia de un cirujano plástico llamado Alberto que está casado con Lucía, interpretada por Giselle Blondet. A su regresó a Colombia actuó en la telenovela R.T.I. llamada LP loca pasión, en la que personificó a Julio Sanmiguel o "Sammy", un joven que buscaba tener la puerta de la popularidad siendo un músico de rock en español que durante el transcurso de la telenovela encuentra esquiva esa oportunidad. Comparte protagonismo junto a Marcela Agudelo y Juan Carlos Arango. Para ese mismo año hace su tercer álbum producido junto con el italo-venezolano Pablo Manavello, llamado Al centro de la ciudad.

### Años 1990
En 1990 se separó de Margarita Rosa de Francisco y conoce a Herlinda Gómez, la que iba a ser su segunda esposa y madre de sus dos hijos. En ese mismo año hace una telenovela en Puerto Rico llamada Aventurera en donde su papel protagonista fue el de Juan Carlos Santander, un colombiano en Puerto Rico que desarrolla negocios exitosos y siendo un millonario, cínico, bohemio e irreverente para escandalizar a todos los personajes que lo rodean. Sully Díaz fue la Aventurera, esposa sacrificada por la familia Santander, que la oprimió hasta que gracias a atención de ella y al debilitamiento de la familia de su esposo, logró reconquistar a su amado y obtener una gran fortuna. También estuvo de reparto el actor Osvaldo Ríos, mientras que la dirección quedó a cargo de Dim Sallas. La telenovela fue transmitida por el canal 4 de San Juan y WAPA-TV. El tema "Aventurera" estuvo en la telenovela y está en su disco Al centro de la ciudad.

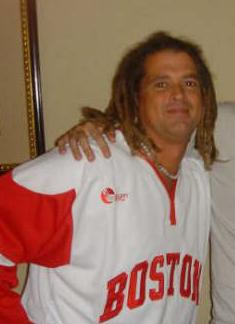
Carlos Vives en 2006.

Al año siguiente regresa a Colombia para hacer un musical televisivo en Caracol Televisión, sobre la vida y obra del famoso compositor de vallenato Rafael Escalona. En la serie, titulada Escalona, compartió reparto con Florina Lemaitre, Rodrigo Obregón, Judy Henríquez, Juan Carlos Arango y Álvaro Araújo Castro, bajo la dirección de Sergio Cabrera. El papel de Vives le hizo acreedor al premio Simón Bolívar al mejor actor de ese año. La serie y su banda sonora lo llevaron a hacer el álbum Escalona: un canto a la vida, recorriendo varios escenarios de América Latina.
Por ese mismo año, estando otra vez en Puerto Rico, hizo una telenovela estadounidense e italo-dominicana producida en Puerto Rico y en Miami (Estados Unidos) para la cadena estadounidense en español Telemundo, llamada Cadena braga. Su papel fue el personaje de José Antonio. Aquí se trataba de un sujeto que tenía la obsesión de ser un hombre justo, racional y equilibrado. Era mesurado, sereno y sabía saltar los escollos en su camino. Compartió créditos junto a las actrices Carmen Carrasco y Mara Croatto, con la producción de Alfonso Rodríguez.
Posteriormente, en 1992, hizo la segunda parte de su primer álbum de Escalona: un canto a la vida, llamado Escalona ''Volumen 2''. En ese mismo año interpretó al periodista José Antonio Samper Pupo en la película colombiana La estrategia del caracol la cual fue exhibida el 25 de diciembre de ese mismo año hasta a mediados de 1993, con un reparto que incluía a Fausto Cabrera, Frank Ramírez, Florina Lemaitre, Víctor Mallarino, Humberto Dorado, Delfina Guido, Vicky Hernández, Luis Fernando Múnera, Gustavo Angarita y Salvo Basile. La cinta fue dirigida por Sergio Cabrera.
También por ese mismo año realizó su última actuación en la telenovela La Mujer Doble junto a la actriz venezolana Ruddy Rodríguez. La historia es protagonizada por una mujer llamada Carmita Figueroa, que es víctima de una bruja que mediante un hechizo transforma su personalidad convirtiéndola en una mujer perversa, mientras Mateo escondía, su gran amor, deberá arriesgar su propia vida para recuperar a esa mujer que tanto ama. Compartió reparto junto a Florina Lemaitre, su hermano Guillermo Vives y Moisés Angulo, dirigido por Sergio Cabrera.
Durante aquel tiempo grabó además el disco Clásicos de la provincia, una serie de canciones tradicionales de historias de su tierra a las que les dio vida con un sonido, un estilo y arreglos revolucionarios que hicieron de Vives un verdadero suceso internacional, y entre las que destacó su enorme éxito La gota fría. En América y Europa, Vives cautivó multitudes con el ritmo de su álbum, con el que rompió su propia marca de ventas (triple disco de oro y triple disco de platino en 1993 y 1995) que ostentaba con la banda sonora de Escalona y logró poner en los primeros lugares de los listados de pop, canciones de juglares vallenatos como el de Juancho Polo Valencia, Emiliano Zuleta, Luis Enrique Martínez, y Carlos Huertas Gómez, entre otros.

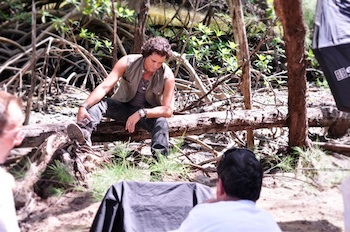
Carlos Vives en la grabación de uno de sus vídeos musicales.

Ese mismo año hizo un show nocturno en la televisión llamado La Tele. El programa era una amalgama de muchos temas e intereses tales como la crítica, música, reportajes y noticias, subrayados por un uso de la sátira y el humor. El programa fue exitoso y compartió elenco con Martín de Francisco y Santiago Moure. Se convirtió en un hito de la televisión colombiana hasta cuando culminó en 1995.
En 1995, Vives publica en compañía de su banda La Provincia el álbum La tierra del olvido, producido por Richard Blair y grabado en Bogotá. Este álbum fue el sexto trabajo discográfico del cantante colombiano y su segundo con Sonolux. El álbum fue un éxito masivo e incluye los ahora clásicos "La tierra del olvido" y "Pa' Mayté", además de nuevas versiones de temas tradicionales como "Rosa" y "La diosa coronada". La tierra del olvido también fue el primer álbum lanzado por Vives bajo su propio sello discográfico Gaira Música local, sello que creó bajo división de Sonolux.
Luego apareció Tengo fe, disco de oro y multiplatino en 1997. El 19 de octubre de 1999, Vives publicó El amor de mi tierra, trabajo que obtuvo discos de oro y disco de platino en los Estados Unidos. En 2000 doble disco de platino en Colombia, y triple disco de platino en España en septiembre de 2000. De este álbum el tema "Fruta fresca" se mantuvo en el primer puesto de la Revista Billboard entre 1999 y 2000.

### Años 2000
En el año 2001 hizo el álbum Déjame entrar, producido en Miami, Florida por Emilio Estefan, Jr. y coproducido por Sebastián Krys, Andrés Castro y por el propio artista, ganado así un Premio Grammy como Mejor Álbum Latino Tradicional Tropical el 27 de febrero de 2002 y tres Grammy Latino como Mejor Álbum Tropical Contemporáneo el 18 de septiembre de 2002. Las canciones más exitosas fueron Déjame entrar, "Amor latino", "Luna Nueva" y "Quiero verte sonreír" (y muchas otras cosas).
En su álbum de 2004 llamado El rock de mi pueblo, Vives incluye guitarras eléctricas, bajos y baterías de rock en su interpretación de vallenato y ritmos tradicionales, una fusión innovadora, que a su vez reivindicaba las líricas populares. Todo esto y más llevó al álbum El rock de mi pueblo a la sexta entrega de los Latin Grammy Awards. El trabajo musical fue el ganador del premio al Mejor Álbum Tropical Contemporáneo. También fue nominada la canción Como tú como Mejor Canción Tropical el 3 de noviembre de 2005.
Carlos Vives también le dio un espacio a la música infantil. Llevó los poemas de Rafael Pombo al nivel musical, logrando grandes alianzas y ventas que lo llevó con Pombo Musical, al Latin Grammy Awards en 2009, ganando en la categoría Álbum Contemporáneo como Mejor Álbum Infantil.
Entre 2009 y 2010 regresa a sus raíces y presenta Clásicos De La Provincia II en alianza con Almacenes Éxito, la cadena de supermercados más importante de Colombia, acumulando 15 discos de platino por más de 200 mil copias vendidas.
A todos estos reconocimientos se suman los premios otorgados por la Revista Shock.
Vives fue embajador de la Buena Voluntad de UNICEF, participó en el concierto Paz Sin Fronteras y fue invitado a la Misión Promesa Continua 2012 de la Armada de los Estados Unidos. En 2012 Carlos Vives fue elegido como entrenador del programa de concurso del Canal Caracol, La Voz Colombia y fue coentrenador de la cantante Malú en esta misma producción pero versión española.

### 2013–2015: Corazón profundo y su renacer
En 2013 regresó con su álbum Corazón profundo, por medio del sello discográfico Sony Music, con quienes estuvo alejado por más de 20 años cuando hizo el álbum Escalona ''Volumen 2''. El disco Corazón profundo obtuvo durante ese año 5 nominaciones al Latin Grammy Awards en 2013 con 3 gramófonos obtenidos y ser nominado a los Premios Grammy en 2014 por mejor álbum latino tropical tradicional, 5 nominaciones a Premios Lo Nuestro y 2 a Premios Billboard Latinos. Los 4 primeros sencillos de este trabajo discográfico fueron número 1 en Colombia, Venezuela, Ecuador, México, entre otros países, y además siendo disco de oro, platino y diamante. Los sencillos “Volví a nacer, “Como le gusta a tu cuerpo” y “Bailar contigo” llegaron a la posición n.º 1 de la lista Billboard Latin de Estados Unidos.

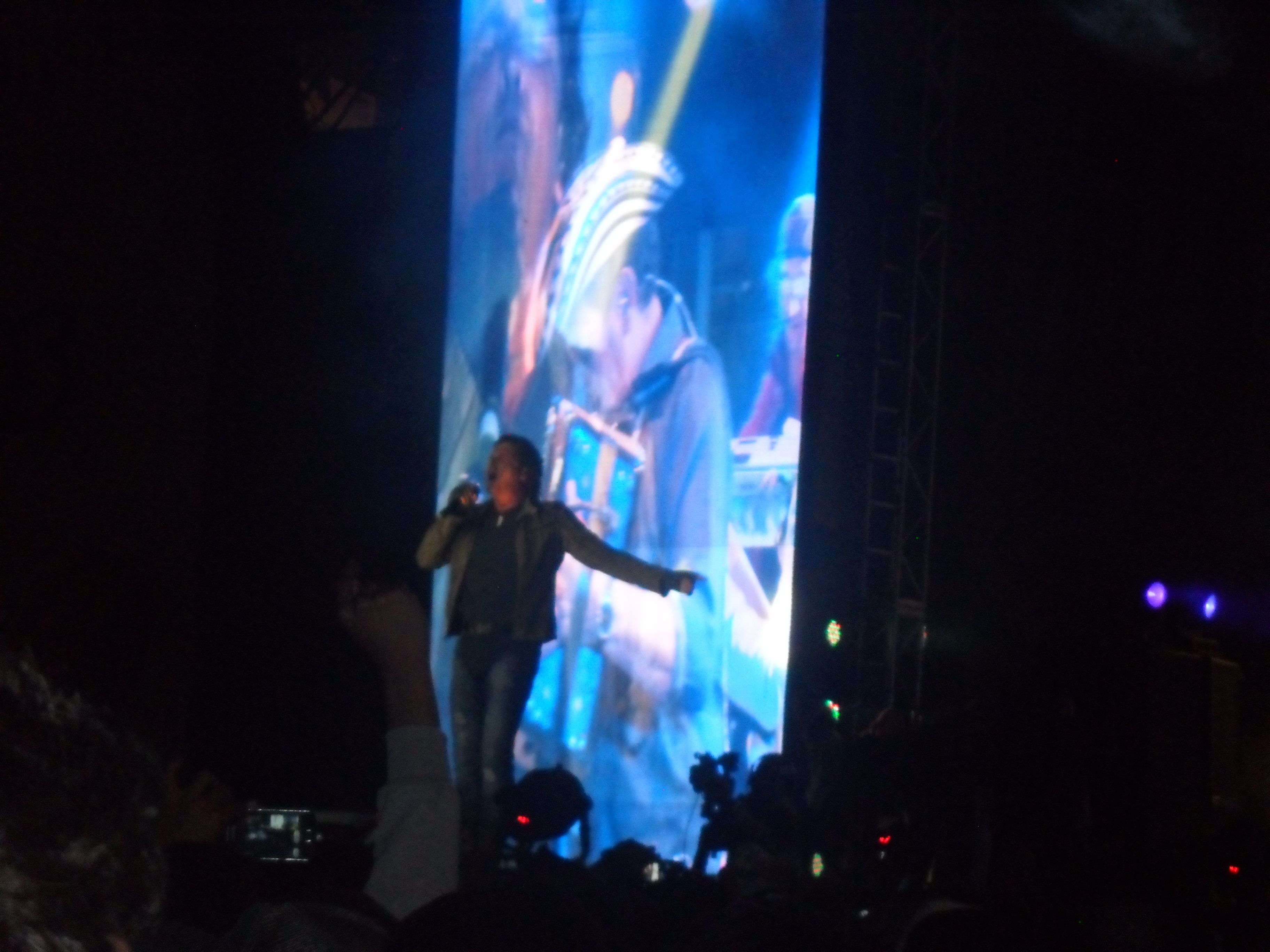
Carlos Vives en un Evento 40 Bogotá.

Carlos Vives recibe en 2014 la Orden de las Artes y Letras de por parte del gobierno francés y fue homenajeado con el Premio Presidente de BMI a la Música Latina por sus composiciones en 2013. También recientemente en el Festival de Viña del Mar obtuvo todos los premios; antorchas de oro y plata, más gaviotas de oro y plata por su espectáculo en febrero de este año.
A mediados de 2014, Carlos Vives lanza Más corazón profundo y vuelve a repetir los logros de su disco anterior, esta vez con mayor fuerza aún al romper récord en ventas físicas y digitales en Colombia. A tan solo horas de su lanzamiento, el álbum vendió más de 40 000 unidades, vendiendo más que todos los discos de otros artistas en el país combinados durante este mismo periodo de tiempo. La nueva producción incluye “El Mar De Sus Ojos” con Chocquibtown y “Cuando Nos Volvamos Encontrar” con Marc Anthony. Con este álbum ganó un premio Grammy como Mejor Álbum Latino Tradicional Tropical en 2016 y dos Latin Grammy Awards como Mejor Álbum Tropical Contemporáneo y Mejor Canción Tropical en 2014.
Fue embajador de Buena Voluntad de UNICEF, participó en el concierto PAZ SIN FRONTERAS y ahora fue elegido por USAID (La Agencia de los Estados Unidos para el Desarrollo Internacional (United States Agency for International Development) como embajador de las comunidades étnicas para promover la inclusión social y el autorreconocimiento de las mismas. Vives siempre ha expresado públicamente su afinidad por la cultura afrodescendiente e indígena y esto se ve reflejado en sus producciones musicales y en sus videoclips.

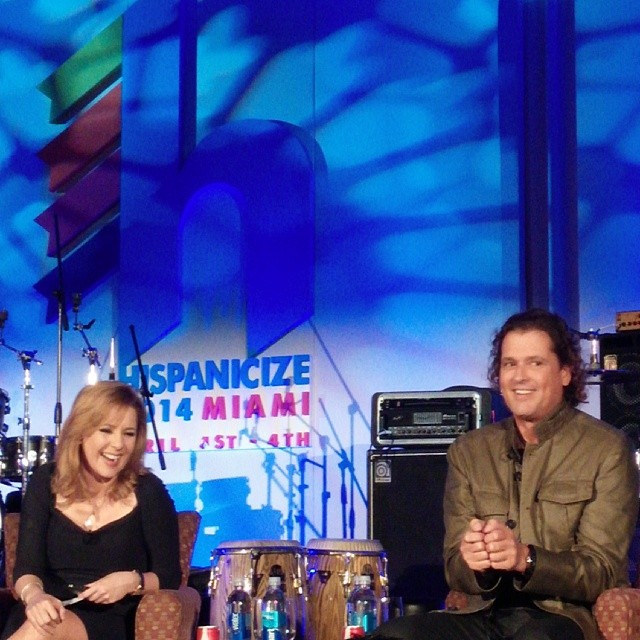
Carlos entrevistado por Ana María Canseco.

En 2015 colabora con Soledad Pastorutti en la canción "Dame una sonrisa" y también con Wisin con Daddy Yankee en el tema "Nota de Amor" el cual ha llegado a colocarse en algunas listas de popularidad como Monitor Latino en Colombia.
El 31 de julio estrena el vídeo de la Tierra del Olvido (2015) con la colaboraciones de Fanny Lu, Fonseca, Maluma, Andrea Echeverri, Cholo Valderrama así agrupaciones como Coral Group y Herencia de Timbiquí en su página de VEVO.
El 13 de agosto realiza su concierto "Vives y sus Amigos" de su gira "Mas Corazón Profundo Tour" en el Estadio El Campín de Bogotá ante 42 000 personas con invitados como los puertorriqueños Wisin, Marc Anthony y Daddy Yankee, el brasileño Michel Telo y los colombianos Chocquibtown, Gusi, Fanny Lu y Maluma.

### 2016-2018: La Bicicleta y álbum "Vives"
Recibe el Premio Lo Nuestro a la excelencia el 18 de febrero de 2016 presentándose en dichos premios con Juanes, Fonseca, Jorge Celedon, Silvestre Dangond, Chocquibtown, J Balvin y Maluma con la participación especial de los exfutbolistas Carlos Valderrama, Juan Pablo Ángel, Faryd Mondragon y Mario Yepes, además de ser presentado por la ex Miss Universo Paulina Vega.
El 27 de mayo de 2016, lanza el sencillo La bicicleta, en dúo con Shakira. El vídeo de la canción fue filmado en Colombia en cada una de sus ciudades de origen. La canción debutó en el puesto número uno en la lista de Latin Airplay de Billboard en Estados Unidos y en el número cuatro en la lista de Hot Latin Songs. Además llegó a mil millones de reproducciones en YouTube.
El 28 de julio de 2017 presenta Robarte un beso, junto a Sebastián Yatra, llegando a las primeras posiciones en los listado mundiales y excediendo los mil millones de reproducciones en su canal de VEVO en YouTube. Se presentaría en el Festival de Viña del Mar 2018 en Chile, llevando como sorpresas a ChocQuibTown, Sebastián Yatra y Wisin. Haría la canción del Festival Vallenato titulada El Sombrero de Alejo, en la que cantaría junto a varios iconos del vallenato colombiano como Poncho Zuleta, Felipe Peláez, Peter Manjarrés, Jorge Oñate, Iván Villazón, Jorge Celedón, Silvestre Dangond y Martín Elías.

## Discografía

### Período de pop y baladas
- 1986: Por fuera y por dentro
- 1987: No podrás escapar de mí
- 1989: Al centro de la ciudad

### Período de vallenato y fusión étnica
- 1991: Escalona: un canto a la vida
- 1992: Escalona ''Volumen 2''
- 1993: Clásicos de la provincia
- 1995: La tierra del olvido
- 1997: Tengo fe
- 1999: El amor de mi tierra
- 2001: Déjame entrar
- 2004: El rock de mi pueblo
- 2009: Clásicos de la provincia II
- 2013: Corazón profundo
- 2014: Más corazón profundo
- 2017: Vives
- 2020: Cumbiana
- 2021: Masters en parranda
- 2022: Cumbiana II
- 2023: Escalona nunca se había grabado así
- 2023: Clásicos de la provincia 30 años (Remastered & Expanded)

### Álbumes en vivo
- 2015: Más corazón profundo Tour en vivo desde la Bahia de Santa Marta
- 2016: Más amigos desde el estadio El Campín de Bogotá

### Recopilaciones
- 1994: 20 de colección
- 1999: 20th Anniversary
- 2000: 15 éxitos
- 2002: Colección de oro
- 2002: Canta los clásicos del vallenato
- 2005: Romántico
- 2008: 10 de colección

## Filmografía
| Televisión | Televisión                | Televisión                 | Televisión |
| Año        | Nombre                    | Papel                      |            |
| ---------- | ------------------------- | -------------------------- | ---------- |
| 1982       | Tiempo sin huella         | Julián                     |            |
| 1982       | David Copperfield         | David Copperfield (Adulto) |            |
| 1983       | Pequeños gigantes         | Guineo                     |            |
| 1984       | El Faraón                 | Capitolino Rojas           |            |
| 1985       | Tuyo es mi corazón        | Carlos Sánchez             |            |
| 1986       | Gallito Ramírez           | Javier "Gallito" Ramírez   |            |
| 1987       | Tormento                  | César Augusto Caballero    |            |
| 1988       | La otra                   | Arnaldo Vásquez            |            |
| 1989       | La conciencia de Lucía    | Alberto                    |            |
| 1989       | LP loca pasión            | Julio Sanmiguel "Sammy"    |            |
| 1990       | Aventurera                | Juan Carlos Santander      |            |
| 1991       | Escalona                  | Rafael Escalona            |            |
| 1991       | Cadena braga              | José Antonio               |            |
| 1992-1993  | La estrategia del caracol | José Antonio Samper Pupo   |            |
| 1992       | La mujer doble            | Mateo Escondria            |            |
| 1995       | La Tele                   | Él mismo                   |            |
| 2012       | La voz... Colombia        | Él mismo (entrenador)      |            |
| 2017       | La Voz... México          | Él mismo (entrenador)      |            |
| 2018       | La Voz Kids               | Él mismo (invitado)        |            |
| 2018       | La Voz... Argentina       | Él mismo (súper asesor)    |            |
| 2019       | La Voz (Estados Unidos)   | Él mismo (súper asesor)    |            |
| 2019       | La reina soy yo           | Él mismo                   |            |
| 2022       | Pálpito                   | Él mismo                   |            |
| 2022       | ¿Quién cocina esta noche? | Él mismo                   |            |
| 2023       | El Club de los Graves     | Amaranto Molina            |            |

## Premios y nominaciones

### Premios Billboard
| Año  | Trabajo nominado            | Categoría                                | Resultado |
| ---- | --------------------------- | ---------------------------------------- | --------- |
| 2017 | Carlos Vives                | Latin Pop Songs Artist of the Year, Solo | Nominado  |
| 2017 | La bicicleta (feat Shakira) | Hot Latin Song of the Year               | Nominado  |
| 2017 | La bicicleta (feat Shakira) | Vocal Event                              | Nominado  |
| 2017 | La bicicleta (feat Shakira) | Airplay Song of the Year                 | Nominado  |
| 2017 | La bicicleta (feat Shakira) | Digital Song of the Year                 | Nominado  |
| 2017 | La bicicleta (feat Shakira) | Latin Pop Song of the Year               | Nominado  |
| 2018 | Vives                       | Tropical Album of the Year               |           |

### Grammy Awards
| Año  | Trabajo nominado       | Categoría                             | Resultado |
| ---- | ---------------------- | ------------------------------------- | --------- |
| 2019 | Vives                  | Best Pop Latin Album                  | Nominado  |
| 2015 | Más + Corazón profundo | Best Tropical Latin Album             | Ganador   |
| 2014 | Corazón profundo       | Best Tropical Latin Album             | Nominado  |
| 2005 | El rock de mi pueblo   | Best Latin Pop Album                  | Nominado  |
| 2002 | Déjame entrar          | Best Traditional Tropical Latin Album |           |

### Premios Grammy Latinos
| Año  | Trabajo nominado                  | Categoría                        | Resultado |
| ---- | --------------------------------- | -------------------------------- | --------- |
| 2000 | "El amor de mi tierra"            | Album Of the Year                | Nominado  |
| 2000 | "El amor de mi tierra"            | Best Traditional Tropical Album  | Nominado  |
| 2000 | "Fruta Fresca"                    | Record Of the Year               |           |
| 2000 | "Fruta Fresca"                    | Song Of the Year                 | Nominado  |
| 2000 | "Fruta Fresca"                    | Best Male Pop Vocal Performance  | Nominado  |
| 2000 | "Fruta Fresca"                    | Best Tropical Song               | Nominado  |
| 2002 | "Déjame entrar"                   | Album Of the Year                | Nominado  |
| 2002 | "Déjame entrar"                   | Best Contemporary Tropical Album |           |
| 2002 | "Déjame entrar"                   | Record Of the Year               | Nominado  |
| 2002 | "Déjame entrar"                   | Song Of the Year                 | Nominado  |
| 2002 | "Déjame entrar"                   | Best Tropical Song               |           |
| 2002 | "Déjame entrar"                   | Best Short Form Music Video      | Nominado  |
| 2005 | El rock de mi pueblo              | Best Contemporary Tropical Album |           |
| 2005 | "Como Tú"                         | Best Tropical Song               | Nominado  |
| 2009 | Pombo Musical (varios artistas)   | Best Latin Children's Album      |           |
| 2013 | "Corazón profundo"                | Album Of the Year                | Nominado  |
| 2013 | "Corazón profundo"                | Best Tropical Fusion Album       |           |
| 2013 | Volví a nacer"                    | Record Of the year               | Nominado  |
| 2013 | Volví a nacer"                    | Song Of the Year                 |           |
| 2013 | Volví a nacer"                    | Best Tropical Song               |           |
| 2014 | "Más corazón profundo"            | Album Of the Year                | Nominado  |
| 2014 | "Más corazón profundo"            | Best Contemporary Tropical Album |           |
| 2014 | "El mar de sus ojos"              | "Record Of the year"             | Nominado  |
| 2014 | "Cuando nos volvamos a encontrar" | "Record Of the year"             |           |
| 2014 | Song Of the Year                  | Nominado                         |           |
| 2014 | Best Tropical Song                |                                  |           |
| 2016 | "La bicicleta" (with Shakira)     | Record Of the Year               |           |
| 2016 | "La bicicleta" (with Shakira)     | Song Of the Year                 |           |

### Premios Nuestra Tierra
| Año  | Trabajo nominado                                           | Categoría                        | Resultado |
| ---- | ---------------------------------------------------------- | -------------------------------- | --------- |
| 2009 | Pombo Musical                                              | Álbum del Año                    | Nominado  |
| 2009 | El modelo alfabético                                       | Canción Tropical Pop             | Nominado  |
| 2010 | Clásicos de la Provincia Vol. II                           | Álbum del Año                    | Nominado  |
| 2010 | Carlos Vives                                               | Mejor productor del año          | Nominado  |
| 2010 | Las Mujeres                                                | Canción Vallenata                | Nominado  |
| 2010 | Carlos Vives                                               | Artista Vallenato                | Nominado  |
| 2010 | Carlos Vives                                               | Artista favorito del público     | Nominado  |
| 2010 | Las Mujeres                                                | Canción favorito del público     | Nominado  |
| 2010 | www.carlosvives.com                                        | Mejor página web                 | Nominado  |
| 2011 | @Carlosylaprovin                                           | Twittero del Año                 | Nominado  |
| 2012 | @Carlosylaprovin                                           | Twittero del Año                 | Nominado  |
| 2013 | Carlos Vives                                               | Artista del año                  | Ganador   |
| 2013 | Volví a nacer                                              | Canción del año                  | Ganador   |
| 2013 | Volví a nacer                                              | Mejor video del año              | Ganador   |
| 2013 | Volví a nacer                                              | Canción Tropical Pop             | Ganador   |
| 2013 | Volví a nacer                                              | Canción favorito del público     | Nominado  |
| 2013 | Carlos Vives                                               | Artista Tropical Pop             | Ganador   |
| 2013 | Carlos Vives                                               | Artista favorito del público     | Nominado  |
| 2013 | www.carlosvives.com                                        | Mejor página web                 | Ganador   |
| 2014 | Carlos Vives                                               | Artista del año                  | Ganador   |
| 2014 | La Foto de los Dos                                         | Canción del año                  | Ganador   |
| 2014 | Corazón profundo                                           | Álbum del año                    | Ganador   |
| 2014 | La Foto de los Dos                                         | Mejor video del año              | Ganador   |
| 2014 | La Foto de los Dos                                         | Canción Tropical Pop             | Nominado  |
| 2014 | Bailar contigo                                             | Canción Tropical Pop             | Nominado  |
| 2014 | Como le Gusta a Tu Cuerpo (feat. Michel Telo)              | Canción Tropical Pop             | Nominado  |
| 2014 | Carlos Vives                                               | Artista Tropical Pop             | Ganador   |
| 2014 | Carlos Vives                                               | Artista favorito del público     | Nominado  |
| 2014 | La Foto de los Dos                                         | Canción favorito del público     | Nominado  |
| 2014 | www.carlosvives.com                                        | Mejor página web                 | Ganador   |
| 2014 | @Carlosylaprovin                                           | Twittero del Año                 | Nominado  |
| 2020 | Déjame Quererte (feat. Cholo Valderrama y Cynthia Montaño) | Canción folclórica del Año       | Ganador   |
| 2020 | Hasta Viejitos (feat. Alejandro González)                  | Canción tropical del Año         | Nominado  |
| 2020 | Carlos Vives                                               | Artista tropical del Año         | Ganador   |
| 2020 | Carlos Vives                                               | Artista del público              | Nominado  |
| 2021 | Cumbiana                                                   | Canción del Año                  | Nominado  |
| 2021 | Cumbiana                                                   | Álbum del Año                    | Nominado  |
| 2021 | Carlos Vives                                               | Mejor imagen en el mundo         | Nominado  |
| 2021 | For Sale (feat. Alejandro Sanz)                            | Canción Pop del año              | Nominado  |
| 2021 | Cumbiana                                                   | Canción folclórica del Año       | Ganador   |
| 2021 | Carlos Vives                                               | Artista folclórico del Año       | Ganador   |
| 2021 | Cumbiana                                                   | Canción tropical/salsa/cumbia    | Nominado  |
| 2021 | Canción para Rubén (feat. Rubén Blades)                    | Canción tropical/salsa/cumbia    | Nominado  |
| 2021 | Cumbiana (versión larga)                                   | Mejor vídeo del año              | Nominado  |
| 2021 | Carlos Vives                                               | Artista del público              | Nominado  |
| 2021 | Cumbiana                                                   | Canción favorita del público     | Nominado  |
| 2022 | Canción Bonita (feat. Ricky Martin)                        | Canción Pop del Año              | Nominado  |
| 2022 | Colombia, Mi Encanto                                       | Canción Folclórica del Año       | Ganador   |
| 2022 | Carlos Vives                                               | Artista tropical/salsa/cumbia    | Nominado  |
| 2022 | Carlos Vives                                               | Artista del público              | Nominado  |
| 2022 | Carlos Vives                                               | Mejor imagen ante el mundo       | Nominado  |
| 2023 | Baloncito Viejo (feat. Camilo)                             | Canción del Año                  | Nominado  |
| 2023 | Cumbiana II                                                | Album del Año                    | Nominado  |
| 2023 | Patria (feat. Cholo Valderrama, Clemente Mérida)           | Canción folclórica               | Nominado  |
| 2023 | En la Selva (feat. Katie James)                            | Canción folclórica               | Ganador   |
| 2023 | Carlos Vives                                               | Artista folclórico               | Ganador   |
| 2023 | Cumbia del Corazón (feat. Los Ángeles Azules)              | Canción tropical/salsa/cumbia    | Nominado  |
| 2023 | Babel (feat. Fito Páez)                                    | Canción alternativa / Rock       | Nominado  |
| 2023 | Cumbiana Tour                                              | Mejor gira de concierto          | Nominado  |
| 2023 | Baloncito Viejo (feat. Camilo)                             | Mejor video del año              | Ganador   |
| 2023 | Carlos Vives                                               | Artista imagen de nuestra tierra | Nominado  |
| 2024 | Carlos Vives                                               | Artista del Año                  | Nominado  |
| 2024 | Escalona Nunca se Había Grabado Así                        | Album del Año                    | Nominado  |
| 2024 | Las Mujeres (feat. Juanes)                                 | Canción Vallenata                | Nominado  |
| 2024 | Carlos Vives                                               | Artista vallenato                | Nominado  |
| 2024 | El Tour de los 30 (Estadio El Campín)                      | Mejor concierto del año          | Nominado  |
| 2024 | Carlos Vives                                               | Artista imagen de nuestra tierra | Nominado  |

### World Music Awards
| Año  | Trabajo nominado | Categoría                 | Resultado |
| ---- | ---------------- | ------------------------- | --------- |
| 2013 | Corazón profundo | World's Best Album        | Nominado  |
| 2013 | Carlos Vives     | World's Best Male Artists | Nominado  |
| 2013 | Carlos Vives     | World's Best Live Act     | Nominado  |